# Vysshaya Liga 1992
La Vysshaya Liga 1992 fue la primera temporada de la máxima categoría del campeonato de fútbol ruso desde la disolución de la Unión Soviética, el campeón fue el Spartak Moscú.
Continúa el nombre de la Primera División de la Unión Soviética.

## Sistema de competición
El campeonato constaba de dos fases: la primera fase, los equipos se enfrentaron en partidos de ida y vuelta, jugando 18 partidos cada uno. Los cuatro primeros de cada grupo disputaron un grupo por el campeonato (con una ronda de partidos de ida y vuelta por un total de 14 partidos por equipo), mientras que los últimos seis disputaron el grupo por el descenso (un grupo de un total de 22 partidos por equipo).
Los últimos cinco equipos descendieron. Se otorgaron dos puntos por victoria, un punto por empate y cero por derrota.

## Primera fase

### Grupo A
| Pos. | Equipo                 | Pts | PJ | PG | PE | PP | GF | GC | DG  |
| ---- | ---------------------- | --- | -- | -- | -- | -- | -- | -- | --- |
| 1.   | Dinamo Moscú           | 24  | 18 | 10 | 4  | 4  | 35 | 16 | +19 |
| 2.   | Lokomotiv Moscú        | 24  | 18 | 9  | 6  | 3  | 23 | 14 | +9  |
| 3.   | Spartak Vladikavkaz    | 23  | 18 | 9  | 5  | 4  | 31 | 18 | +13 |
| 4.   | CSKA Moscú             | 23  | 18 | 9  | 5  | 4  | 29 | 20 | +9  |
| 5.   | Tekstilshchik Kamyshin | 21  | 18 | 8  | 5  | 5  | 20 | 17 | +3  |
| 6.   | Uralmash               | 19  | 18 | 8  | 3  | 7  | 28 | 29 | -1  |
| 7.   | Okean                  | 18  | 18 | 7  | 4  | 7  | 24 | 25 | -1  |
| 8.   | Fakel                  | 14  | 18 | 4  | 6  | 8  | 10 | 19 | -9  |
| 9.   | Dinamo de Stávropol    | 9   | 18 | 4  | 1  | 13 | 14 | 31 | -17 |
| 10.  | Dinamo-Gazovik Tyumen  | 5   | 18 | 2  | 1  | 15 | 11 | 36 | -25 |

Pts = Puntos; PJ = Partidos jugados; PG = Partidos ganados; PE = Partidos empatados; PP = Partidos perdidos; GF = Goles a favor; GC = Goles en contra; DG = Diferencia de gol

### Grupo B
| Pos. | Equipo                    | Pts | PJ | PG | PE | PP | GF | GC | DG  |
| ---- | ------------------------- | --- | -- | -- | -- | -- | -- | -- | --- |
| 1.   | Spartak Moscú             | 28  | 18 | 11 | 6  | 1  | 35 | 9  | +26 |
| 2.   | Asmaral Moscú             | 26  | 18 | 11 | 4  | 3  | 34 | 21 | +13 |
| 3.   | Lokomotiv Nizhny Novgorod | 23  | 18 | 7  | 9  | 2  | 16 | 11 | +5  |
| 4.   | Rostselmash               | 20  | 18 | 7  | 6  | 5  | 20 | 17 | +3  |
| 5.   | Krylia Sovetov            | 18  | 18 | 5  | 8  | 5  | 12 | 19 | -7  |
| 6.   | Torpedo Moscú             | 17  | 18 | 7  | 3  | 8  | 20 | 20 | 0   |
| 7.   | Rotor                     | 16  | 18 | 6  | 4  | 8  | 23 | 19 | +4  |
| 8.   | Zenit                     | 14  | 18 | 4  | 6  | 8  | 21 | 35 | -14 |
| 9.   | Kubán                     | 12  | 18 | 3  | 6  | 9  | 19 | 30 | -11 |
| 10.  | Sinnik                    | 6   | 18 | 1  | 4  | 13 | 11 | 30 | -19 |

Pts = Puntos; PJ = Partidos jugados; PG = Partidos ganados; PE = Partidos empatados; PP = Partidos perdidos; GF = Goles a favor; GC = Goles en contra; DG = Diferencia de gol

## Segunda fase

### Grupo del campeonato
|  | Pos. | Equipo                    | Pts | PJ | PG | PE | PP | GF | GC | DG  |
|  | ---- | ------------------------- | --- | -- | -- | -- | -- | -- | -- | --- |
|  | 1.   | Spartak Moscú             | 24  | 14 | 10 | 4  | 0  | 36 | 12 | +24 |
|  | 2.   | Spartak Vladikavkaz       | 17  | 14 | 7  | 3  | 4  | 26 | 20 | +6  |
|  | 3.   | Dinamo Moscú              | 16  | 14 | 6  | 4  | 4  | 26 | 21 | +5  |
|  | 4.   | Lokomotiv Moscú           | 15  | 14 | 5  | 5  | 4  | 14 | 15 | -1  |
|  | 5.   | CSKA Moscú                | 14  | 14 | 5  | 4  | 5  | 25 | 19 | +6  |
|  | 6.   | Lokomotiv Nizhny Novgorod | 11  | 14 | 2  | 7  | 5  | 10 | 18 | -8  |
|  | 7.   | Asmaral Moscú             | 9   | 14 | 3  | 3  | 8  | 17 | 36 | -19 |
|  | 8.   | Rostselmash               | 6   | 14 | 1  | 4  | 9  | 3  | 16 | -13 |

Pts = Puntos; PJ = Partidos jugados; PG = Partidos ganados; PE = Partidos empatados; PP = Partidos perdidos; GF = Goles a favor; GC = Goles en contra; DG = Diferencia de gol
| Rusia                           |
| Campeón Spartak Moscú 1° título |

|  | Clasificado para la primera ronda de la Liga de Campeones de la UEFA 1993-94 |
|  | Clasificado para la primera ronda de la Copa de la UEFA 1993-94              |

### Grupo del descenso
|  | Pos. | Equipo                 | Pts | PJ | PG | PE | PP | GF | GC | DG  |
|  | ---- | ---------------------- | --- | -- | -- | -- | -- | -- | -- | --- |
|  | 9.   | Uralmash               | 30  | 22 | 12 | 6  | 4  | 40 | 21 | +19 |
|  | 10.  | Tekstilshchik Kamyshin | 28  | 22 | 12 | 4  | 6  | 23 | 13 | +10 |
|  | 11.  | Torpedo Moscú          | 28  | 22 | 12 | 4  | 6  | 27 | 17 | +10 |
|  | 12.  | Rotor                  | 26  | 22 | 11 | 4  | 7  | 35 | 22 | +13 |
|  | 13.  | Okean                  | 25  | 22 | 10 | 5  | 7  | 26 | 26 | 0   |
|  | 14.  | Krylia Sovetov         | 25  | 22 | 9  | 7  | 6  | 22 | 16 | +6  |
|  | 15.  | Dinamo Stávropol       | 24  | 22 | 10 | 4  | 8  | 27 | 23 | +4  |
|  | 16.  | Zenit                  | 24  | 22 | 9  | 6  | 7  | 30 | 25 | +5  |
|  | 17.  | Fakel                  | 22  | 22 | 9  | 4  | 9  | 17 | 17 | 0   |
|  | 18.  | Kubán                  | 14  | 22 | 4  | 6  | 12 | 16 | 35 | -19 |
|  | 19.  | Sinnik                 | 11  | 22 | 3  | 5  | 14 | 19 | 34 | -15 |
|  | 20.  | Tyumen                 | 7   | 22 | 3  | 1  | 18 | 16 | 49 | -33 |

Pts = Puntos; PJ = Partidos jugados; PG = Partidos ganados; PE = Partidos empatados; PP = Partidos perdidos; GF = Goles a favor; GC = Goles en contra; DG = Diferencia de gol
|  | Clasificado para la primera ronda de la Recopa de Europa 1993-94 |
|  | Descendido al Campeonato de Fútbol de la Liga Nacional 1993      |

## Goleadores
Kasumov fue el máximo goleador oficial, Matvéyev y Gárin no jugaron en la ronda de campeonato.
20 goles
- Yuri Matvéyev (Uralmash)

16 goles
- Oleg Gárin (Okean)
- Velli Kasumov (Dinamo Moscú)

13 goles
- Vladímir Kulik (Zenit)
- Kirill Ribakov (Asmaral)

12 goles
- Dmitri Rádchenko (Spartak Moscú)
- Nazím Suleimánov (Spartak Vladikavkaz)

10 goles
- Rustiam Fajrutdinov (Krylia Sovetov)
- Aleksandr Grishin (CSKA Moscú)
- Gennadi Grishin (Torpedo Moscú)
- Ígor Lediakhov (Spartak Moscú)
- Oleg Vereténnikov (Rotor)